# Pholidobolus
Pholidobolus is een geslacht van hagedissen uit de familie Gymnophthalmidae.
De groep werd voor het eerst wetenschappelijk beschreven door Wilhelm Peters in 1863. Er zijn negen soorten, inclusief de pas in 2014 beschreven soort Pholidobolus hillisi en de in 2016 beschreven Pholidobolus ulisesi. Alle soorten komen voor in delen van Zuid-Amerika en leven in de landen Ecuador, Colombia, Panama en Peru.

## Soortenlijst
| Soorten uit het geslacht Pholidobolus | Soorten uit het geslacht Pholidobolus                             | Soorten uit het geslacht Pholidobolus |
| ------------------------------------- | ----------------------------------------------------------------- | ------------------------------------- |
| Naam                                  | Auteur                                                            | Verspreidingsgebied                   |
| Pholidobolus affinis                  | Peters, 1863                                                      | Ecuador                               |
| Pholidobolus anomalus                 | Müller, 1923                                                      | Peru                                  |
| Pholidobolus dicrus                   | Uzzell, 1973                                                      | Ecuador                               |
| Pholidobolus hillisi                  | Torres-Carvajal, Venegas, Lobos, Mafla-Endara & Sales-Nunes, 2014 | Ecuador                               |
| Pholidobolus macbrydei                | Montanucci, 1973                                                  | Ecuador                               |
| Pholidobolus montium                  | Peters, 1863                                                      | Colombia, Ecuador                     |
| Pholidobolus prefrontalis             | Montanucci, 1973                                                  | Ecuador                               |
| Pholidobolus ulisesi                  | Venegas, Echevarria, Lobos, Sales-Nunes, Torres-Carvajal, 2016    | Peru                                  |
| Pholidobolus vertebralis              | O’Shaughnessy, 1879                                               | Ecuador, Colombia, Panama, Peru       |